# ارنست اوتو بکمن
ارنست اوتو بکمن (آلمانی: Ernst Otto Beckmann؛ ۴ ژوئیهٔ ۱۸۵۳ – ۱۲ ژوئیهٔ ۱۹۲۳) یک شیمیدان اهل آلمان بود.